# كاثرين إيوستاس
كاثرين إيوستاس (بالإنجليزية: Katharine Eustace)‏ هي متزلجة تزلج صدري نيوزيلندية، ولدت في 16 أبريل 1975 في لندن في المملكة المتحدة.

## وصلات خارجية
- كاثرين إيوستاس على موقع الاتحاد الدولي لألعاب القوى (الإنجليزية)
- كاثرين إيوستاس على موقع IBSF (الإنجليزية)
- كاثرين إيوستاس على موقع أوليمبيديا (الإنجليزية)
- كاثرين إيوستاس على موقع اللجنة الأولمبية النيوزيلندية (الإنجليزية)